# Мерк (Саболч-Сатмар-Берег)
Мерк (мађ. Mérk) је град у жупанији Саболч-Сатмар-Берег, у региону Северне Велике равнице у источној Мађарској.

## Географија
Покрива површину од 2.508 km2 (968 sq mi) и има популацију од 2.073 становника (2015).

## Историја
Старост и околности насељавања села су непознате. У време свог оснивања, то је било самостално село уписано у земљу породице Гуткелед. Мерково име се појављује у сведочанствима 1297. године, као власништво Миклоша: стр. Николај Мерк, у Ц-у де Затхмар. Регионални судија Иштван из породице Акош је 1298. године пренео село својој ћерки Ањич, жени Беке из породице Борса.
Мађарски краљ Роберт Карољ ју је 1318. узео од неверних унука Ерњеа из породице Акош и поклонио Јаношу, сину Баторија Берека из породице Гуткелед. Од тада је припадао имању Ечеди Баторију. Међутим, према Боровском, 1391. је и даље припадао Петефијима из Сантаја, од којих су га Каласи наследили преко ћерке, а породица Батори су за њега добили краљевску помоћ тек 1418. године.
- Римокатоличка црква подигнута је 1882-84. у част Светог Петра и Павла
- Протестантска црква подигнута је између 1899. и 1914.

## Становништво
Године 2001. 90% становништва насеља се изјаснило као Мађари, 6% Роми и 4% Немци.
Током пописа 2011. године, 87,8% становника се изјаснило као Мађари, 7,3% као Роми, 10,9% као Немци и 1,3% као Румуни (12,1% се није изјаснило; због двојног идентитета, укупан број већи може бити на 100 %). Верска дистрибуција је била следећа: римокатолици 47%, реформисани 28,6%, гркокатолици 5,5%, неденоминациони 1,2% (16,5% није одговорило).